# Tabebuia multinervis
Tabebuia multinervis là một loài thực vật có hoa trong họ Chùm ớt. Loài này được Urb. & Ekman miêu tả khoa học đầu tiên năm 1929.